# Гелешень (Молдова)
Гелешень (рум. Gălășeni) — село в Ришканському районі Молдови. Адміністративний центр однойменної комуни, до складу якої також входить село Мелеєшть.